# Søkort (film)
Søkort er en film instrueret af Ib Dam efter eget manuskript.

## Handling
Effektiv og nøjagtig søopmåling er afgørende for skibsfartens trygge sejlads. Denne vigtige opgave varetages af søværnet i samarbejde med søkortarkivet. Opmålingsarbejdet såvel i danske som grønlandske farvande vises, foruden fremstillingen af søkort.